# John Crotty
John Kevin Crotty (Orange, Nueva Jersey, 15 de julio de 1969) es un exjugador de baloncesto estadounidense que disputó once temporadas en la NBA y otra en la liga italiana. Con 1,85 metros de estatura, jugaba en la posición de base.

## Trayectoria deportiva

### Universidad
Tras haber disputado en 1987 el prestigioso McDonald's All-American Game, jugó cuatro temporadas con los Cavaliers de la Universidad de Virginia, en las que promedió 12,8 puntos, 5,3 asistencias y 2,5 rebotes por partido. En sus dos últimas temporadas fue incluido en el tercer mejor quinteto de la Atlantic Coast Conference.

### Profesional
Tras no ser elegido en el Draft de la NBA de 1991, fichó por los Charlotte Hornets, pero fue despedido antes del comienzo de la competición. Jugó en ligas menores hasta que en 1992 firmó como agente libre por los Utah Jazz, donde disputó tres temporadas como tercer base del equipo, siendo la más destacada la última de ellas, en la que promedió 3,7 puntos y 2,6 asistencias por partido.
En 1995 fichó por Cleveland Cavaliers, y al año siguiente se marchó a jugar al Fortitudo Bologna de la liga italiana, donde disputó 13 partidos en los que promedió 11,2 puntos y 3,1 rebotes. Regresó a su país para firmar un contrato por diez días con los Miami Heat, que al final lo renovaron hasta final de temporada, promediando 4,8 puntos y 2,1 asistencias por partido.
A partir de ese momento, su carrera fue un continuo cambio de equipos, pasando por los Portland Trail Blazers, los Seattle SuperSonics, los Detroit Pistons, de nuevo los Jazz, para acabar jugando ya con 33 años con los Denver Nuggets, quienes lo cortaron tras dos contratos seguidos de 10 días, retirándose definitivamente.

## Estadísticas de su carrera en la NBA

### Temporada regular
| Año     | Equipo    | PJ  | PT | MPP  | %TC  | %3P   | %TL   | RPP | APP | ROB | TPP | PPP |
| ------- | --------- | --- | -- | ---- | ---- | ----- | ----- | --- | --- | --- | --- | --- |
| 1992-93 | Utah      | 40  | 0  | 6.1  | .514 | .143  | .684  | .4  | 1.4 | .3  | .0  | 2.6 |
| 1993-94 | Utah      | 45  | 0  | 7.0  | .455 | .458  | .861  | .7  | 1.7 | .3  | .0  | 2.9 |
| 1994-95 | Utah      | 80  | 0  | 12.7 | .403 | .306  | .810  | 1.2 | 2.6 | .5  | .1  | 3.7 |
| 1995-96 | Cleveland | 58  | 4  | 10.6 | .447 | .296  | .861  | .9  | 1.8 | .4  | .1  | 3.0 |
| 1996-97 | Miami     | 48  | 0  | 13.7 | .513 | .408  | .844  | 1.0 | 2.1 | .4  | .0  | 4.8 |
| 1997-98 | Portland  | 26  | 2  | 14.6 | .322 | .300  | .941  | 1.2 | 2.4 | .4  | .0  | 3.7 |
| 1998-99 | Portland  | 3   | 0  | 6.3  | .500 | 1.000 | 1.000 | .3  | 1.7 | .7  | .0  | 4.0 |
| 1998-99 | Seattle   | 24  | 0  | 15.1 | .405 | .371  | .851  | 1.3 | 2.4 | .4  | .0  | 6.1 |
| 1999-00 | Detroit   | 69  | 0  | 13.6 | .422 | .413  | .860  | 1.1 | 1.9 | .4  | .1  | 4.7 |
| 2000-01 | Utah      | 31  | 0  | 8.5  | .338 | .571  | .895  | .9  | 1.1 | .2  | .0  | 2.1 |
| 2001-02 | Utah      | 41  | 0  | 19.6 | .471 | .449  | .864  | 1.8 | 3.4 | .5  | .0  | 6.9 |
| 2002-03 | Denver    | 12  | 0  | 15.0 | .341 | .308  | .600  | 1.3 | 2.4 | .3  | .0  | 3.4 |
| Total   | Total     | 477 | 6  | 12.1 | .431 | .384  | .837  | 1.1 | 2.1 | .4  | .0  | 4.0 |

### Playoffs
| Año   | Equipo    | PJ | PT | MPP  | %TC   | %3P   | %TL   | RPP | APP | ROB | TPP | PPP |
| ----- | --------- | -- | -- | ---- | ----- | ----- | ----- | --- | --- | --- | --- | --- |
| 1993  | Utah      | 1  | 0  | 3.0  | 1.000 | –     | –     | 1.0 | 1.0 | .0  | .0  | 4.0 |
| 1994  | Utah      | 8  | 0  | 4.8  | .364  | 1.000 | 1.000 | .4  | 1.1 | .1  | .0  | 1.5 |
| 1995  | Utah      | 3  | 0  | 8.0  | .667  | –     | .600  | .0  | 2.0 | .3  | .0  | 2.3 |
| 1996  | Cleveland | 2  | 0  | 4.5  | –     | –     | 1.000 | .5  | .5  | .5  | .5  | 1.0 |
| 1997  | Miami     | 15 | 0  | 8.9  | .394  | .417  | .857  | .7  | .7  | .3  | .0  | 2.5 |
| 2000  | Detroit   | 3  | 0  | 17.0 | .200  | .000  | 1.000 | 1.3 | 1.3 | .3  | .3  | 2.0 |
| 2001  | Utah      | 4  | 0  | 4.8  | .000  | –     | 1.000 | .8  | .8  | .3  | .3  | .8  |
| Total | Total     | 36 | 0  | 7.5  | .371  | .412  | .857  | .6  | 1.0 | .3  | .1  | 2.0 |